# نیک کلینگتن
نیک کلینگتن (انگلیسی: Nick Kellington؛ زادهٔ ۱۱ ژوئن ۱۹۷۶) بازیگر و موسیقی‌دان است. وی از سال ۲۰۰۱ میلادی تاکنون مشغول فعالیت بوده‌است.
از فیلم‌ها یا برنامه‌های تلویزیونی که وی در آن نقش داشته است، می‌توان به روگ وان اشاره کرد.